# Hartmut Fünfgeld
Hartmut Fünfgeld (* 1975) ist ein deutscher Geograph. Er ist Professor für Geographie des Globalen Wandels am Institut für Umweltsozialwissenschaften und Geographie der Albert-Ludwigs-Universität Freiburg.

## Leben
Hartmut Fünfgeld studierte von 1997 bis 2002 Geographie mit den Nebenfächern Ethnologie und Geologie. Innerhalb seines Studiums absolvierte er ein Auslandssemester in Melbourne und schloss 2002 als Diplom-Geograph ab. Anschließend war er Wissenschaftlicher Mitarbeiter in Heidelberg und wurde dort im Fach Geographie mit einer Arbeit „Fishing in Muddy Waters: Socio-Environmental Relations under the Impact of Violence in Eastern Sri Lanka“ 2007 promoviert. Er ging nach Melbourne und arbeitete an verschiedenen Einrichtungen zur Klimaanpassung und Umweltpolitik u. a. im Climate Change Adaptation Program RMIT der University Melbourne. 2016 wurde er dort Professor für Nachhaltigkeit und Stadtplanung und ging 2018 an den Lehrstuhl für die Geographie des Globalen Wandels nach Freiburg.
Er und seine  Arbeitsgruppen forschen zu den sozialen und institutionellen Auswirkungen des Klimawandels und zu Anpassungsmöglichkeiten an diesen. Hier beschäftigt sich Fünfgelds Arbeitsgruppe besonders mit Möglichkeiten in der kommunalen und regionalen Planung. Auf der Makroebene sind weitere Forschungsgebiete die gesellschaftliche Transformationsprozesse und soziale Gerechtigkeit im Kontext des globalen Wandels.

## Publikationen (Auswahl)
- Fishing in muddy waters. Socio-environmental relations under the impact of violence in eastern Sri Lanka . Verl. für Entwicklungspolitik, Saarbrücken 2007, ISBN 978-3-88156-791-6, zugl. diss. Universität Heidelberg, Heidelberg 2006.
- mit Darryn McEvoy: Resilience as a Useful Concept for Climate Change Adaptation? In: Planning Theory and Practice, 2012; 13 (2) : S. 324-328.
- mit Darryn McEvoy, Karyn Bosomworth: Resilience and Climate Change Adaptation: The Importance of Framing. In: Planning Practice and Research, 2013; 28 (3) : S. 280-293, doi:10.1080/02697459.2013.787710.
- Facilitating local climate change adaptation through transnational municipal networks. In: Current Opinion in Environmental Sustainability, 2015; 12, S. 67-73, doi:10.1016/j.cosust.2014.10.011.
- Institutional tipping points in climate change adaptation processes. In: Journal of Extreme Events, 2017; 4 (1) 1750002, doi:10.1142/S2345737617500026.
- mit Kate Lonsdale, Karyn Bosomworth: Beyond the tools: supporting adaptation when organisational resources and capacities are in short supply. In: Climatic Change, 2019; 153 (4) : S. 625-641, doi:10.1007/s10584-018-2238-7.